# Deadly Weapons
Deadly Weapons (Nederlandse titel: Borsten als dodelijke wapens) is een Amerikaanse misdaadfilm uit 1974. Deze film is geregisseerd door Doris Wishman. In deze film komen gangsters van de maffia erachter dat er zich een verrader onder hun bevindt. Ze beroven hem vervolgens van het leven, maar zijn vriendin laat het daar niet bij zitten. Zij gaat achter de gangsters aan met de enige twee wapens die ze heeft. Haar maten zijn 73-33-36 (inches).

## Rolverdeling
| Acteur         | Personage       |
| -------------- | --------------- |
| Harry Reems    | Tony            |
| Chesty Morgan  | Crystal         |
| Richard Towers | Larry           |
| Phillip Stahl  | Crystal's vader |
| Saul Meth      | Nick            |
| Denise Purceli | Eve             |